# Albiert Pinkiewicz
Albiert Pietrowicz Pinkiewicz (ur. 24 grudnia 1883?/5 stycznia 1884 w Urundzie k. Ufy, zm. 25 grudnia 1939 w Moskwie) – rosyjski pedagog, dyrektor Moskiewskiego Instytutu Pedagogicznego. Zajmował się dydaktyką przyrodoznawstwa oraz ogólną teorią pedagogiczną. Był autorem 2-tomowej Pedagogiki, pierwszego marksistowskiego podręcznika do tej dyscypliny wiedzy. W podręczniku tym zwracał uwagę na specyficzne cechy pedagogiki radzieckiej okresu przejściowego: oparcie się na filozofii materialistycznej, zaangażowanie polityczne, kolektywizm, odpowiedni charakter celów wychowania, wychowanie przez pracę oraz związek szkoły z życiem.
Pinkiewicz był synem polskiego zesłańca, który brał udział w powstaniu styczniowym i został zesłany do tatarskiej wsi Urunda w guberni ufijskiej. W 1937 roku Pinkiewicz był represjonowany przez stalinowskie władze, natomiast już po śmierci został on zrehabilitowany.

## Ważniejsze prace
- Osnownyje problemy sowriemiennoj szkoły (1924)
- Sowietskaja piedagogika za 10 let (1927)